# Indicatif régional 316

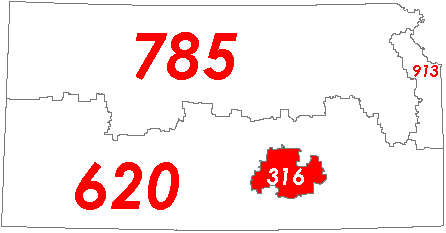
zone de l'indicatif 316

L'indicatif régional 316 est l'indicatif téléphonique régional qui dessert la ville de Wichita dans l'État du Kansas aux États-Unis ainsi que la région avoisinante.
L'indicatif régional 316 fait partie du Plan de numérotation nord-américain.

## Historique des indicatifs régionaux du Kansas
Cet indicatif date de 1947 et est l'un des indicatifs originaux du Plan de numérotation nord-américain. En 1947, l'indicatif couvrait la partie sud de l'État du Kansas. À la même époque, la partie nord de l'État était desservie par l'indicatif 913.
Le 12 février 1997, la scission de l'indicatif 913 a créé l'indicatif 785. L'indicatif 913 a conservé la partie extrême Est de son territoire original alors que l'indicatif 785 obtenait le reste du territoire original de l'indicatif 913.
Le 21 septembre 2000, la scission de l'indicatif 316 a créé l'indicatif 620. L'indicatif 316 a conservé la ville de Wichita et la région avoisinante alors que l'indicatif 620 obtenait le reste du territoire original de l'indicatif 316.